# Sistema multipartidista
Un sistema multipartidista o sistema pluripartidista és un sistema polític l'estructura del qual permet el sorgiment de més d'un partit polític que participen dels debats i de les eleccions. El concepte pur del multipartidisme està basat en la llibertat d'associació i és un dels fonaments de la democràcia representantiva en oposició al unipartidisme, típic dels règims autoritaris o totalitaris. Les democràcies populars, com ara l'antiga Unió Soviètica o l'actual República Popular de la Xina, són règims d'aparença democràtica amb una organització d'eleccions amb sufragi universal, però, regides només per un partit. L'existència d'un partit únic implica un centralisme fort.
En alguns països en què el multipartidisme existeix com a dret democràtic, l'espectre polític, però, es concentra en dos partits únicament. Aquests sistemes s'anomenen sistemes bipartidistes. Cal disntingir el bipartidisme pur, que existeix només als Estats Units i que consisteix en la representació de només dos partis al cos legislatiu, del bipartidisme ampliat, en què dos partits són majoritaris al parlament, amb l'existència d'altres partits minoritaris, encara que per llur reduïda representació, llur poder per proposar lleis és limitat, com és el cas del sistema del Regne Unit.
Els sistemes de representació directa tendeixen a afavorir el desenvolupament dels sistemes bipartidistes, mentre que els sistemes de representació proporcional afavoreixen el desenvolupament dels sistemes multipartidistes. Els sistemes presidencialistes multipartidistes sovint no permeten que cap candidat a president aconsigueixi la majoria absoluta, i per tant, han implementat el concepte de "segona volta" en la qual només participen els dos candidats que van rebre el nombre més gran de vots en les primeres eleccions. Alguns països presidencialistes, com ara Mèxic i l'Argentina, combinen els sistemes de representació directa i proporcional per a elegir els membres llurs parlaments i així evitar el bipartidisme pur dels Estats Units. No obstant això, el parlamentarisme amb representació proporcional també presenta problemes, atès que si cap partit aconsigueixi majoria absoluta s'han de formar governs de coalició que de vegades poden ser inestables i el govern ha de convocar a eleccions amb freqüència.